# NGC 5983
NGC 5983 is een elliptisch sterrenstelsel in het sterrenbeeld Slang. Het hemelobject werd op 25 maart 1865 ontdekt door de Duitse astronoom Albert Marth.

## Synoniemen
- UGC 9983
- MCG 1-40-12
- ZWG 50.79
- NPM1G +08.0415
- PGC 55845